# Palazzo Dal Pozzo
Palazzo Dal Pozzo è un palazzo di Roma. Si trova all'angolo di Piazza di San Callisto con Via della Cisterna, nel rione Trastevere, di fronte alla Chiesa di San Callisto nei pressi di Santa Maria in Trastevere. È accanto a Palazzo Farinacci.

## Storia
Il palazzo è stato costruito per la famiglia Dal Pozzo nella prima metà del XVII secolo.
Vi abitò inizialmente Cassiano Dal Pozzo (1588-1657), figura di spicco della cultura romana dell'epoca, membro dell'Accademia dei Lincei.
Secondo il "Libro dello Stato delle Anime", della parrocchia di Santa Maria in Trastevere, l'edificio divenne, nel 1748, proprietà di "Sant'Anna", ma, già l'indomani passò al Conservatorio della Beata Vergine Maria (o Conservatorio della Divina Clemenza), aperto a "ragazze vergini e donne oneste che desiderassero servire Dio e trovare rifugio dalla crudeltà dei rispettivi genitori o mariti o temendo, per qualsiasi motivo, per la propria vita".
Il conservatorio rimase aperto fino al 1802, quando fu chiuso a causa dei debiti accumulati. Successivamente l'edificio venne suddiviso in singoli appartamenti.
L'edificio è a tre piani più un attico del XIX secolo e si apre su un bel portale con architrave sormontato da un balcone sorretto da due mensoloni decorati con lo stemma dei Dal Pozzo (un pozzo sorretto da due serpenti alati). Agli angoli, conci rustici che arrivano fino alla gronda.